# بوسكو ماكديرموت
بوسكو ماكديرموت (بالإنجليزية: Bosco McDermott)‏ هو لاعب كرة القدم الغالية أيرلندي، ولد في 1936 في Dunmore, County Galway ‏ في جمهورية أيرلندا.